# Лао Дзъ
Лао Дзъ (на китайски: 老子) е китайски философ от древността, централна фигура в даоизма, сред 3-те главни китайски религиозно-философски системи.
В религиозните форми на даоизма той е почитан като божество. Според традицията той е живял през 6 век пр.н.е., но в съвременната историография се предполага, че или е легендарна личност, или е живял през 4 век пр.н.е., по времето на Стоте школи на мисълта.

## Имена
Най-често използваното име на философа, Лао Дзъ, е почетна титла със значение на „почитаем господин“. Много биографии му приписват личното име Ли Ар (李耳), и посмъртното име Дан (聃), поради което понякога е наричан и Ли Дан.
По времето на династията Тан Лао Дзъ е почитан като предшественик на императорите, след като даоистите откриват връзка между фамилното име на династията Ли и името на самия Лао Дзъ. Той получава титлата Върховен мистериозен и първоначален император (Тайшан Сюенюен Хуанди; имената Сюенюен и Хуанди се използват и за Жълтия император.

## Биография
Първият биограф на Лао Дзъ (на български – „Старо дете“), великият китайски историк Сима Цян, живял през II век пр. Хр., дава за него повече от оскъдни сведения: Лао Дзъ (истинското му име е Ли Е) най-вероятно е роден през VI век пр. Хр. (някои изследователи конкретизират 579 г. пр. Хр.) в Дзюйжен, царство Чу, в Южен Китай. Работи в царската библиотека и архив на държавата Джоу. Там, може би, се среща с Конфуций. Получава прозвището „Лао Дзъ“, което означава „Стария мъдрец“ или „Стария младенец“ (даоистите предпочитат втория вариант).
На преклонна възраст решава да напусне Китай и се отправя някъде на запад. Началникът на граничната застава Ин Си разбира кой е странният пътник и отказва да го пусне през границата, докато мъдрецът не му напише кратко изложение за своето учение. Лао Дзъ написва трактат от пет хиляди йероглифа, известен като „Трактат за Пътя (Дао) и свойството (Дъ)“ – „Дао-дъ дзин“. Загадъчният и тайнствен образ на Лао Дзъ привлича и омагьосва даоистите, които постепенно започват да го обожествяват. Съгласно даоистката традиция, Лао Дзъ е безсмъртен. Други смятат, че Лао Дзъ е напуснал Китай, и мястото и датата на смъртта му са неизвестни. Трети мислят, че той е умрял и погребан в Китай. За най-вероятна дата на смъртта му се смята 499 г. пр. Хр.
Съществува и версия, според която Лао Дзъ е живял през IV век пр. Хр. и е написал Дао-дъ дзин, най-превежданата книга след Библията ок. 350 г. пр.н.е. Освен от философия се е интересувал и от история, а синът му Дзун става военачалник на китайското княжество Уей. По това време Китай все още не е единна държава, а е разделен на множество малки княжества.

## Канон за Пътя
Единствената книга на Лао Дзъ, Дао-дъ дзин, (на китайски: 道德經, Dao De Jing) е един от най-популярните трактати в Китайската философия. Тя е основното произведение, в което е изложена философията на даоизма.
Текстовете са загадъчни, трудни за превод и тълкуване по различни причини. Дори древните китайски коментатори и последователи на мъдреца им дават различни интерпретации. Това се дължи не само на тяхната лаконичност, но и на парадоксалната им семантика. Мъдрецът сам казва това в началото на текст 81:
| „ | Верните слова не са красиви, красивите слова не са верни. Мъдрият не спори, спорещият не е мъдър ... | “ |

| „ | Достоверните слова не са красиви. Красивите слова не са достоверни. Добронамерените слова не са риторични. Риторичните слова не са добронамерени. Знаещият човек не се самоизтъква. Самоизтъкващият се човек не знае. | “ |

Ключов за целия сборник е текстът (под №25 в старокитайските преписи):
| „ | Тъй Пътят дао е велик, Небето е велико, Земята е велика, и Човекът също е велик. Във вселената има Четири Велики и Човекът е едно от тях. Човекът следва Земята. Земята следва Небето. Небето следва Пътя дао. Дао – онова, което е.¹ | “ |

Тук е разкрита вечната и велика човешка природа, която е изначална и съизмерима с Пътя. На практика няма нищо, което да е различно от Пътя, тъй като той е:
| „ | Самостойно и неизменно. Вездесъщо е и всеподвижно, ала неизтощимо. Може да е майка на Небето и Земята. | “ |

Наглед съдържащи противоречия, текстовете очертават основните линии, които всеки би трябвало да следва, за да е в синхрон с Пътя (Дао). Може да се каже, че са подчинени на принципа на Единство на противоположностите. Противоположностите са две страни на един и същ процес/явление. По същия начин Пътят е Всичко и Нищо едновременно – съдържайки всичко, в него нищо не взема превес над другите, не изпъква; щом съдържа всичко, значи съдържа и нищо – като двете страни на една противоположност. На двата полюса са и хората: едните, мъдреците, следват Пътя, а другите не го виждат или го изгубват.
(1) Някои цитати са от превода на Крум Ацев.

## Митове
Според редица изследователи Лао Дзъ сякаш е положил съзнателни усилия да прикрие своите следи и да остане анонимен. Това, което е известно за него, граничи с легендата. Споменава се, че знаменателно за неговата необикновеност е зачеването му – майка му погълнала падаща звезда и носила плода цели 81 години. Точно толкова – 81 – са текстовете в оригиналния сборник.
Според мита Лао Дзъ се е срещал с един друг китайски мислител, Конфуций. Самият Конфуций веднага разпознал в лицето на Лао Дзъ истинския мъдрец и съпоставил двамата – себе си причислил към хората, които цял живот търсят истината, а Лао Дзъ – към тези, които носят знанието по рождение.